# Zenda
 (décembre 2020).
Si vous disposez d'ouvrages ou d'articles de référence ou si vous connaissez des sites web de qualité traitant du thème abordé ici, merci de compléter l'article en donnant les références utiles à sa vérifiabilité et en les liant à la section « Notes et références ».
 (décembre 2020).
Pour les articles homonymes, voir Zenda (homonymie).
Zenda est une maison d'édition française spécialisée dans la bande dessinée. Elle a été en activité de 1987 à 1994, avant d’être rachetée par Glénat.

## Historique
Les éditions Zenda sont fondées en 1987 par Jacques Collin, Frédéric Manzano et Doug Headline. Frédéric Manzano est alors libraire de bande dessinée, il gère la librairie spécialisée Déesse ; Doug Headline quant à lui a collaboré auparavant à Métal hurlant.
Au début, Zenda se consacre à la traduction de séries anglo-saxonnes de prestige, inédites ou peu mises en valeur en France. Elles sont issues des catalogues de DC Comics (Watchmen, Ronin, Dark Knight) et de Dark Horse (Liberty, Aliens), ou de comics britanniques (V pour Vendetta, Marshal Law, Sláine). L’édition française de Watchmen est particulièrement soignée puisqu’elle fait l’objet d’une traduction de Jean-Patrick Manchette – le père de Doug Headline – et de couvertures originales, dessinées pour l’occasion par Dave Gibbons.
Par la suite, l’éditeur se lance dans la publication de bandes dessinées françaises, réalisées par des auteurs débutants. Doug Headline assure lui-même nombre de scénarios (Le Chacal, Diavolo, Les Muses, Silver Screen) et fait appel à ses amis François Froideval et Jean Wacquet. Le premier vient du milieu du jeu de rôle, dont il va s’inspirer pour créer les Chroniques de la Lune Noire, la première grande série d’Olivier Ledroit. Le deuxième est libraire de bande dessinée (Dangereuses Visions à Lille) ; il va écrire Carnivores, dessiné par Éric Hérenguel. Parmi les autres créations françaises, on peut citer Dinosaur Bop de Jean-Marie Arnon, dans un style proche de Jack Kirby, et Les Désarmés de Pirus et Mezzo.
Parallèlement, Zenda poursuit la publication intégrale de classiques du comic strip américain : Little Nemo (commencée par les éditions Milan), Prince Valiant (commencée par Slatkine) et Donald Duck.
En 1994, Jacques Glénat rachète la société et l’intègre à son groupe. Zenda cesse d’être une entité à part entière pour devenir un label du catalogue Glénat. Les séries américaines sont abandonnées, parmi les anglaises seules Sláine et ABC Warriors sont reconduites. La collection « Fantasy » est conservée, à l’exception des Chroniques de la Lune Noire qui sont reprises par Dargaud. À l’heure actuelle, la collection Glénat « Zenda » est constituée de séries des défuntes éditions Zenda, complétées par d’autres créées après 1994, principalement par François Froideval : 6666, Atlantis, Lex, Succubus.

## Collections
- Écran total : Bandes dessinées prolongeant l’univers de films de la Fox, comme Aliens, Predator, Terminator.
- Fantasy : Séries d’heroic fantasy, dont 666, Chroniques de la Lune Noire, Allande, Valhalla (série basé sur la mythologie nordique).
- Xanadu : Tentative de reprendre la collection éponyme des Humanoïdes Associés qui publiait des anthologies EC Comics, se résumant à un seul album : Science fiction weird fantasy.